# تراواکو سیکوماریو
تراواکو سیکوماریو (به ایتالیایی: Travacò Siccomario) یک کومونه در ایتالیا است که در استان پاویا واقع شده‌است. تراواکو سیکوماریو ۱۷٫۰۵ کیلومتر مربع مساحت و ۴٬۴۷۱ نفر جمعیت دارد و ۶۱ متر بالاتر از سطح دریا واقع شده‌است.

## خواهرخوانده
شهر Camaret-sur-Aigues خواهرخواندهٔ تراواکو سیکوماریو هست.